# Белкачу
Белкачу (рум. Bălcaciu) — село у повіті Алба в Румунії. Входить до складу комуни Жидвей.
Село розташоване на відстані 251 км на північний захід від Бухареста, 39 км на схід від Алба-Юлії, 74 км на південний схід від Клуж-Напоки, 133 км на північний захід від Брашова.

## Населення
За даними перепису населення 2002 року у селі проживала 1251 особа.
Національний склад населення села:
| Національність | Кількість осіб | Відсоток |
| -------------- | -------------- | -------- |
| румуни         | 1066           | 85,2%    |
| цигани         | 140            | 11,2%    |
| німці          | 24             | 1,9%     |
| угорці         | 21             | 1,7%     |

Рідною мовою назвали:
| Мова      | Кількість осіб | Відсоток |
| --------- | -------------- | -------- |
| румунська | 1213           | 97,0%    |
| німецька  | 18             | 1,4%     |
| угорська  | 13             | 1,0%     |
| циганська | 7              | 0,6%     |